# 14. korpus (Avstro-Ogrska)
14. korpus (izvirno nemško 14. Korps) je bil korpus avstro-ogrske kopenske vojske, ki je bil aktiven med prvo svetovno vojno.
Od januarja 1917 je bil korpus znan tudi kot Edelweißkorps (Planiški korpus).

## Zgodovina
Junija 1853 je bil korpus preimenovan v 4. korpus, nakar je bil ponovno ustanovljen za kratko obdobje med majem in julijem 1859. 
Ob pričetku prve svetovne vojne je bil korpus zadolžen za področje Tirolske, Predarlske, Zgornje Avstrije in Salzburške.
Naborni okraj korpusa je obsegal: Brixen, Linz, Salzburg, Trient in Innsbruck.
Marca 1916 je bil korpus razpuščen in ponovno ustanovljen januarja 1917. 

## Organizacija
April 1914
- 3. pehotna divizija
- 8. pehotna divizija
- 4. dragonski polk
- 14. poljskoartilerijska brigada
- 1. gorska artilerijska brigada
- 3. trdnjavska artilerijska brigada
- 14. oskrbovalna divizija

## Poveljstvo
Poveljniki (Kommandanten)
- Wilhelm von Hammerstein-Equord: november 1849 - marec 1850
- Franz zu Khevenhüller-Metsch: marec - september 1850
- Edmund zu Schwarzenberg: november 1850 - junij 1853
- Johann Horváth-Tholdy: maj - julij 1859
- Franz von Thun-Hohenstein: januar - december 1883
- Johann von Dumoulin: december 1883 - oktober 1884
- Friedrich von Teuchert-Kauffmann von Traunsteinburg: oktober 1884 - marec 1891
- Josef Reicher: marec 1891 - junij 1895
- Alexander von Hold: junij 1895 - april 1900
- Nadvojvoda Evgen Avstrijski: april 1900 - oktober 1908
- Johann von Schemua: oktober 1908 - februar 1912
- Viktor Dankl: februar 1912 - avgust 1914
- Nadvojvoda Jožef Ferdinand Avstrijski: avgust - oktober 1914
- Josef Roth: oktober 1914 - marec 1916
- Alois von Schönburg-Hartenstein: januar - avgust 1917
- Hugo Martiny von Malastów: avgust 1917 - januar 1918
- Ignaz Verdross von Drossenberg: januar - november 1918

Načelniki štaba (Stabchefs)
- Josef Tomas: november 1849 - november 1851
- Josef Weber: november 1851 - junij 1853
- Emanuel Du Hamel de Querlonde: junij - julij 1859
- Artur Bolfras von Ahnenburg: januar 1883 - april 1887
- Athanasius von Guggenberg zu Riedhofen: april 1887 - april 1888
- Gustav Ratzenhofer: april 1888 - oktober 1891
- Adalbert Laube: oktober 1891 - oktober 1897
- Erwin von Krismanic: oktober 1897 - februar 1901
- Johann von Kirchbach: februar 1901 - november 1906
- Josef Schneider von Manns-Au: december 1906 - november 1907
- Kletus Pichler: november 1907 - december 1913
- Josef von Paic: december 1913 - september 1914
- Karl Göttlicher: september 1914 - oktober 1915
- Hermann Langer von Langenrode: oktober 1915 - marec 1916
- Karl Günste: januar - avgust 1917
- Karl Schneller: avgust 1917 - november 1918